# Liste des anciennes communes du Morbihan
Cette page a pour objectif de retracer toutes les modifications communales dans le département du Morbihan : les anciennes communes qui ont existé depuis la Révolution française, ainsi que les créations, les modifications officielles de nom, ainsi que les échanges de territoires entre communes.
À l'encontre du mouvement national, le département du Morbihan compte davantage de communes aujourd'hui qu'en 1800. Il est vrai que le département, relativement étendu, avait été découpé en un petit nombre de communes à la Révolution. De 230 en 1800, ce nombre est passé à 263 au milieu du XXe siècle. Depuis lors, quelques regroupements ont eu lieu, surtout à la suite de l'adoption de la loi NOTRe, ramenant le nombre de communes à 249 (au 1er janvier 2024).

## Transfert vers un autre département
| Département d'origine | Département de rattachement | Commune concernée | Date (et nature) de la décision |
| --------------------- | --------------------------- | ----------------- | ------------------------------- |
| MORBIHAN              | FINISTÈRE                   | Locunolé          | 4 avril 1857 (Arrêté)           |

## Fusions
| Nom de la nouvelle commune | Communes réunies      | Régime                                                        | Date (et nature) de la décision | Date d'effet     |
| -------------------------- | --------------------- | ------------------------------------------------------------- | ------------------------------- | ---------------- |
| Saint-Gérand-Croixanvec    | Saint-Gérand          | commune nouvelle (avec communes déléguées)                    | 30 septembre 2021 (Arrêté)      | 1er janvier 2022 |
| Saint-Gérand-Croixanvec    | Croixanvec            | commune nouvelle (avec communes déléguées)                    | 30 septembre 2021 (Arrêté)      | 1er janvier 2022 |
| Forges de Lanouée          | Lanouée               | commune nouvelle (avec communes déléguées)                    | 27 décembre 2018 (Arrêté)       | 1er janvier 2019 |
| Forges de Lanouée          | Les Forges            | commune nouvelle (avec communes déléguées)                    | 27 décembre 2018 (Arrêté)       | 1er janvier 2019 |
| Ploërmel                   | Ploërmel              | commune nouvelle (SANS communes déléguées depuis le 1-9-2020) | 21 décembre 2018 (Arrêté)       | 1er janvier 2019 |
| Ploërmel                   | Monterrein            | commune nouvelle (SANS communes déléguées depuis le 1-9-2020) | 21 décembre 2018 (Arrêté)       | 1er janvier 2019 |
| Pluméliau-Bieuzy           | Pluméliau             | commune nouvelle (SANS communes déléguées depuis le 1-1-2021) | 28 novembre 2018 (Arrêté)       | 1er janvier 2019 |
| Pluméliau-Bieuzy           | Bieuzy                | commune nouvelle (SANS communes déléguées depuis le 1-1-2021) | 28 novembre 2018 (Arrêté)       | 1er janvier 2019 |
| Carentoir                  | Carentoir             | commune nouvelle (avec 1 commune déléguée : Quelneuc)         | 25 octobre 2016 (Arrêté)        | 1er janvier 2017 |
| Carentoir                  | Quelneuc              | commune nouvelle (avec 1 commune déléguée : Quelneuc)         | 25 octobre 2016 (Arrêté)        | 1er janvier 2017 |
| La Gacilly                 | La Gacilly            | commune nouvelle (avec communes déléguées)                    | 13 juillet 2016 (Arrêté)        | 1er janvier 2017 |
| La Gacilly                 | La Chapelle-Gaceline  | commune nouvelle (avec communes déléguées)                    | 13 juillet 2016 (Arrêté)        | 1er janvier 2017 |
| La Gacilly                 | Glénac                | commune nouvelle (avec communes déléguées)                    | 13 juillet 2016 (Arrêté)        | 1er janvier 2017 |
| Val-d'Oust                 | Le Roc-Saint-André    | commune nouvelle (avec communes déléguées)                    | 24 décembre 2015 (Arrêté)       | 1er janvier 2016 |
| Val-d'Oust                 | La Chapelle-Caro      | commune nouvelle (avec communes déléguées)                    | 24 décembre 2015 (Arrêté)       | 1er janvier 2016 |
| Val-d'Oust                 | Quily                 | commune nouvelle (avec communes déléguées)                    | 24 décembre 2015 (Arrêté)       | 1er janvier 2016 |
| Évellys                    | Naizin                | commune nouvelle (avec communes déléguées)                    | 21 décembre 2015 (Arrêté)       | 1er janvier 2016 |
| Évellys                    | Moustoir-Remungol     | commune nouvelle (avec communes déléguées)                    | 21 décembre 2015 (Arrêté)       | 1er janvier 2016 |
| Évellys                    | Remungol              | commune nouvelle (avec communes déléguées)                    | 21 décembre 2015 (Arrêté)       | 1er janvier 2016 |
| Theix-Noyalo               | Theix                 | commune nouvelle (SANS communes déléguées depuis le 1-1-2025) | 5 novembre 2015 (Arrêté)        | 1er janvier 2016 |
| Theix-Noyalo               | Noyalo                | commune nouvelle (SANS communes déléguées depuis le 1-1-2025) | 5 novembre 2015 (Arrêté)        | 1er janvier 2016 |
| Rohan                      | Rohan                 | fusion association (fusion simple depuis le 1-7-1994)         | 27 mai 1974 (Arrêté)            | 1er juin 1974    |
| Rohan                      | Saint-Gouvry          | fusion association (fusion simple depuis le 1-7-1994)         | 27 mai 1974 (Arrêté)            | 1er juin 1974    |
| Rohan                      | Saint-Samson          | fusion association (fusion simple depuis le 1-7-1994)         | 27 mai 1974 (Arrêté)            | 1er juin 1974    |
| Lorient                    | Lorient               | fusion                                                        | 10 septembre 1947 (Arrêté)      | 1er octobre 1947 |
| Lorient                    | Keryado               | fusion                                                        | 10 septembre 1947 (Arrêté)      | 1er octobre 1947 |
| Locoal-Mendon              | Locoal                | fusion                                                        | 8 mars 1811                     | 8 mars 1811      |
| Locoal-Mendon              | Mendon                | fusion                                                        | 8 mars 1811                     | 8 mars 1811      |
| Bubry                      | Bubry                 | fusion                                                        | 1805                            | 1805             |
| Bubry                      | Saint-Ybres-Bubry     | fusion                                                        | 1805                            | 1805             |
| Le Palais                  | Le Palais             | fusion                                                        | 1805                            | 1805             |
| Le Palais                  | Îles d'Houat et Hédic | fusion                                                        | 1805                            | 1805             |
| Pluvigner                  | Pluvigner             | fusion                                                        | 1805                            | 1805             |
| Pluvigner                  | Saint-Bieuzy          | fusion                                                        | 1805                            | 1805             |
| Pontivy                    | Pontivy               | fusion                                                        | 29 janvier 1805                 | 29 janvier 1805  |
| Pontivy                    | Stival                | fusion                                                        | 29 janvier 1805                 | 29 janvier 1805  |
| Carentoir                  | Carentoir             | fusion                                                        | 22 juillet 1792                 | 22 juillet 1792  |
| Carentoir                  | Le Temple             | fusion                                                        | 22 juillet 1792                 | 22 juillet 1792  |

## Créations et rétablissements
| Nom de la commune créée        | Commune affectée        | Mode de création | Date (et nature) de la décision | Date d'effet              |
| ------------------------------ | ----------------------- | ---------------- | ------------------------------- | ------------------------- |
| Kernascléden                   | Saint-Caradec-Trégomel  | Démembrement     | 7 juin 1955 (Décret)            | 11 juin 1955              |
| Sainte-Anne-d'Auray            | Pluneret                | Démembrement     | 23 février 1950 (Décret)        | 26 février 1950           |
| Bono                           | Plougoumelen            | Démembrement     | 8 septembre 1947 (Arrêté)       | 1er octobre 1947          |
| Le Cours                       | Molac                   | Démembrement     | 17 mai 1932 (Loi)               | 17 mai 1932 (Loi)         |
| Larmor-Plage                   | Plœmeur                 | Démembrement     | 2 avril 1925 (Loi)              | 2 avril 1925 (Loi)        |
| Larmor-Baden                   | Baden                   | Démembrement     | 15 mars 1924 (Loi)              | 15 mars 1924 (Loi)        |
| Locmiquélic                    | Riantec                 | Démembrement     | 22 octobre 1919 (Loi)           | 22 octobre 1919 (Loi)     |
| Lanester                       | Caudan                  | Démembrement     | 26 février 1909 (Loi)           | 26 février 1909 (Loi)     |
| Le Croisty                     | Saint-Tugdual           | Démembrement     | 23 novembre 1903 (Loi)          | 23 novembre 1903 (Loi)    |
| Keryado                        | Plœmeur                 | Démembrement     | 18 avril 1901 (Loi)             | 18 avril 1901 (Loi)       |
| Saint-Philibert                | Locmariaquer            | Démembrement     | 23 juin 1892 (Loi)              | 23 juin 1892 (Loi)        |
| Houat                          | Le Palais               | Démembrement     | 16 décembre 1891 (Loi)          | 16 décembre 1891 (Loi)    |
| Hoëdic                         | Le Palais               | Démembrement     | 16 décembre 1891 (Loi)          | 16 décembre 1891 (Loi)    |
| Locmaria                       | Grand-Champ             | Démembrement     | 14 décembre 1889 (Loi)          | 14 décembre 1889 (Loi)    |
| Les Forges                     | Lanouée                 | Démembrement     | 12 juillet 1883 (Loi)           | 12 juillet 1883 (Loi)     |
| La Chapelle-Gaceline           | Carentoir               | Démembrement     | 17 janvier 1874                 | 17 janvier 1874           |
| La Vraie-Croix                 | Sulniac                 | Démembrement     | 9 mars 1870                     | 9 mars 1870               |
| Le Sourn                       | Malguénac               | Démembrement     | 1er mai 1869 (Loi)              | 1er mai 1869 (Loi)        |
| Le Sourn                       | Bieuzy                  | Démembrement     | 1er mai 1869 (Loi)              | 1er mai 1869 (Loi)        |
| Le Sourn                       | Guern                   | Démembrement     | 1er mai 1869 (Loi)              | 1er mai 1869 (Loi)        |
| Le Sourn                       | Pontivy (Napoléonville) | Démembrement     | 1er mai 1869 (Loi)              | 1er mai 1869 (Loi)        |
| Saint-Barthélemy               | Baud                    | Démembrement     | 17 juillet 1867 (Loi)           | 17 juillet 1867 (Loi)     |
| La Chapelle-Neuve              | Plumelin                | Démembrement     | 15 juin 1867 (Loi)              | 15 juin 1867 (Loi)        |
| Gâvres                         | Riantec                 | Démembrement     | 1er février 1867 (Décret)       | 1er février 1867 (Décret) |
| Colpo                          | Bignan                  | Démembrement     | 4 juin 1864 (Loi)               | 4 juin 1864 (Loi)         |
| Colpo                          | Grand-Champ             | Démembrement     | 4 juin 1864 (Loi)               | 4 juin 1864 (Loi)         |
| Colpo                          | Saint-Jean-Brévelay     | Démembrement     | 4 juin 1864 (Loi)               | 4 juin 1864 (Loi)         |
| Le Tour-du-Parc                | Sarzeau                 | Démembrement     | 6 avril 1864 (Loi)              | 6 avril 1864 (Loi)        |
| La Trinité-sur-Mer             | Carnac                  | Démembrement     | 9 mars 1864 (Loi)               | 9 mars 1864 (Loi)         |
| Locqueltas                     | Plaudren                | Démembrement     | 17 février 1864 (Loi)           | 17 février 1864 (Loi)     |
| Quelneuc                       | Carentoir               | Démembrement     | 2 mai 1863 (Loi)                | 2 mai 1863 (Loi)          |
| Brandivy                       | Grand-Champ             | Démembrement     | 4 juin 1862 (Loi)               | 4 juin 1862 (Loi)         |
| Porcaro                        | Augan                   | Démembrement     | 9 mai 1859 (Loi)                | 9 mai 1859 (Loi)          |
| Porcaro                        | Guer                    | Démembrement     | 9 mai 1859 (Loi)                | 9 mai 1859 (Loi)          |
| Porcaro                        | Monteneuf               | Démembrement     | 9 mai 1859 (Loi)                | 9 mai 1859 (Loi)          |
| Saint-Armel                    | Sarzeau                 | Démembrement     | 22 mai 1858 (Décret)            | 22 mai 1858 (Décret)      |
| Saint-Malo-des-Trois-Fontaines | Mohon                   | Démembrement     | 23 mars 1858 (Décret)           | 23 mars 1858 (Décret)     |
| Saint-Malo-des-Trois-Fontaines | Taupont                 | Démembrement     | 23 mars 1858 (Décret)           | 23 mars 1858 (Décret)     |
| Saint-Pierre                   | Quiberon                | Démembrement     | 13 juin 1856 (Loi)              | 13 juin 1856 (Loi)        |
| Étel                           | Erdeven                 | Démembrement     | 7 août 1850 (Loi)               | 7 août 1850 (Loi)         |
| Saint-Jean-la-Poterie          | Rieux                   | Démembrement     | 20 juillet 1850 (Loi)           | 20 juillet 1850 (Loi)     |
| Gueltas                        | Noyal-Pontivy           | Démembrements    | 5 août 1839 (Ordonnance)        | 5 août 1839 (Ordonnance)  |
| Kerfourn                       | Noyal-Pontivy           | Démembrements    | 5 août 1839 (Ordonnance)        | 5 août 1839 (Ordonnance)  |
| Saint-Gérand                   | Noyal-Pontivy           | Démembrements    | 5 août 1839 (Ordonnance)        | 5 août 1839 (Ordonnance)  |
| Saint-Thuriau                  | Noyal-Pontivy           | Démembrements    | 5 août 1839 (Ordonnance)        | 5 août 1839 (Ordonnance)  |
| Trédion                        | Elven                   | Démembrement     | 28 janvier 1833                 | 28 janvier 1833           |
| Damgan                         | Ambon                   | Démembrement     | 18 février 1824                 | 18 février 1824           |
| La Trinité-Surzur              | Surzur                  | Démembrement     | 1803                            | 1803                      |
| Le Guerno                      | Noyal-Muzillac          | Démembrement     | 1790                            | 1790                      |
| Montertelot                    | Guillac                 | Démembrement     | 1790                            | 1790                      |
| Saint-Gouvry                   | Rohan                   | Démembrements    | 1790                            | 1790                      |
| Saint-Samson                   | Rohan                   | Démembrements    | 1790                            | 1790                      |
| Saint-Nicolas-du-Tertre        | Ruffiac                 | Démembrement     | 1790                            | 1790                      |
| Saint-Perreux                  | Saint-Vincent           | Démembrement     | 1790                            | 1790                      |
| Sainte-Hélène                  | Locoal-Mendon           | Démembrement     | 1790                            | 1790                      |
| Stival                         | Malguénac               | Démembrement     | 1790                            | 1790                      |

## Modifications de nom officiel
| Ancien nom        | Nouveau nom            | Date (et nature) de la décision |
| ----------------- | ---------------------- | ------------------------------- |
| Bono              | Le Bono                | 12 septembre 2022 (Décret)      |
| Saint-Martin      | Saint-Martin-sur-Oust  | 3 octobre 2008 (Décret)         |
| Saint-Laurent     | Saint-Laurent-sur-Oust | 6 novembre 1995 (Décret)        |
| La Chapelle       | La Chapelle-Caro       | 30 avril 1985 (Décret)          |
| Bréhan-Loudéac    | Bréhan                 | 27 septembre 1977 (Décret)      |
| Inzinzac          | Inzinzac-Lochrist      | 26 décembre 1968 (Décret)       |
| Guémené           | Guémené-sur-Scorff     | 27 mars 1961 (Décret)           |
| Saint-Gildas      | Saint-Gildas-de-Rhuys  | 27 mars 1961 (Décret)           |
| Saint-Pierre      | Saint-Pierre-Quiberon  | 27 mars 1961 (Décret)           |
| Saint-Jacut       | Saint-Jacut-les-Pins   | 8 août 1955 (Décret)            |
| Néant             | Néant-sur-Yvel         | 23 juin 1947 (Décret)           |
| Saint-Vincent     | Saint-Vincent-sur-Oust | 8 décembre 1936 (Décret)        |
| Port-Philippe     | Sauzon                 | 10 avril 1895 (Décret)          |
| Rochefort         | Rochefort-en-Terre     | 3 décembre 1892 (Décret)        |
| Locmaria          | Locmaria-Grand-Champ   | 9 septembre 1892 (Décret)       |
| Napoléonville     | Pontivy                | 11 octobre 1870 (Décret)        |
| Pontivy           | Napoléonville          | 15 avril 1852 (Décret)          |
| Napoléonville     | Pontivy                | 1821                            |
| Pontivy           | Napoléonville          | 1806                            |
| Moustoir-Radennac | Moustoir-Ac            | ?                               |

## Modifications de limites communales
Le plus souvent, les modifications des limites communales décidées par arrêtés préfectoraux ne sont pas répertoriées dans le Journal officiel ni dans le Bulletin officiel.
| La commune de ...                                        | ... cède du territoire à la commune de ...               | précisions                                                                    | Date (et nature) de la décision |
| -------------------------------------------------------- | -------------------------------------------------------- | ----------------------------------------------------------------------------- | ------------------------------- |
| La Chapelle-Caro                                         | Saint-Abraham                                            | 4 habitants                                                                   | 22 décembre 1997 (Arrêté)       |
| Rieux                                                    | Saint-Nicolas-de-Redon (département de Loire-Atlantique) | Superficie de 45 ha 87 a 66 ca                                                | 6 février 1984 (Décret)         |
| Saint-Nicolas-de-Redon (département de Loire-Atlantique) | Rieux                                                    | Superficie de 32 ha 81 a 16 ca                                                | 6 février 1984 (Décret)         |
| Redon (département d' Ille-et-Vilaine)                   | Saint-Perreux                                            | Superficie de 3 ha 6 a 50 ca                                                  | 20 octobre 1983 (Décret)        |
| Saint-Perreux                                            | Redon (département d' Ille-et-Vilaine)                   | Superficie de 1 ha 92 a 50 ca                                                 | 20 octobre 1983 (Décret)        |
| Saint-Perreux                                            | Bains-sur-Oust (département d' Ille-et-Vilaine)          | Superficie de 59 a 40 ca                                                      | 20 octobre 1983 (Décret)        |
| Caudan Lanester                                          | Lanester Caudan                                          |                                                                               | 17 juin 1969 (Arrêté)           |
| Scaër (département du Finistère) Roudouallec             | Roudouallec Scaër (département du Finistère)             |                                                                               | 1er décembre 1966 (Décret)      |
| Guémené-sur-Scorff Locmalo                               | Locmalo Guémené-sur-Scorff                               |                                                                               | 31 décembre 1964 (Arrêté)       |
| Riantec                                                  | Port-Louis                                               | Hameau de Kerbel 138 habitants                                                | 18 décembre 1961 (Décret)       |
| Locmiquélic                                              | Port-Louis                                               | Hameau de Kerbel 84 habitants Superficie de 11 ha 61 a 60 ca                  | 24 septembre 1959 (Arrêté)      |
| La Chapelle-Caro                                         | Monterrein                                               | Village de la Ville-Desnée                                                    | 2 septembre 1955 (Arrêté)       |
| Gueltas                                                  | Saint-Gonnery                                            | Village de Bellevue-en-Gueltas                                                | 8 août 1947 (Arrêté)            |
| Saint-Gonnery                                            | Gueltas                                                  |                                                                               | 8 août 1947 (Arrêté)            |
| Languidic                                                | Hennebont                                                | Agglomérations de Saint-Gilles et Langroix en Languidic                       | 26 juillet 1947 (Arrêté)        |
| Grand-Champ Locmaria-Grand-Champ                         | Meucon                                                   |                                                                               | 24 janvier 1893 (Décret)        |
| Hémonstoir (département des Côtes-du-Nord) Croixanvec    | Croixanvec Hémonstoir (département des Côtes-du-Nord)    |                                                                               | 17 mars 1890 (Loi)              |
| Gueltas Saint-Gérand                                     | Saint-Gonnery                                            |                                                                               | 9 mai 1885 (Décret)             |
| Grand-Champ                                              | Plescop                                                  |                                                                               | 18 février 1873 (Décret)        |
| Saint-Jean-Brévelay                                      | Plumelec                                                 | Section de Kangat                                                             | 25 novembre 1872 (Décret)       |
| Saint-Nolff                                              | Vannes                                                   | Section de Meudon                                                             | 30 juin 1866 (Loi)              |
| Brech                                                    | Auray                                                    |                                                                               | 14 juin 1865 (Loi)              |
| Pluneret                                                 | Auray                                                    |                                                                               | 14 juin 1865 (Loi)              |
| Grand-Champ                                              | Plescop                                                  |                                                                               | 13 mai 1865 (Loi)               |
| Erdeven                                                  | Étel                                                     |                                                                               | 17 décembre 1864 (Décret)       |
| Neulliac                                                 | Saint-Gérand                                             |                                                                               | 10 juin 1853 (Loi)              |
| Mohon                                                    | La Trinité                                               |                                                                               | 3 juillet 1846 (Loi)            |
| Plouhinec                                                | Sainte-Hélène                                            | Villages de Kerfresec, Magouerec, Kergouria, Lezardenne, Keraudren et Kergoff | 19 mars 1841 (Loi)              |
| Ambon                                                    | Muzillac                                                 | Section de Penesclus                                                          | 22 mai 1840 (Loi)               |
| Assérac (département de Loire-Inférieure)                | Camoël                                                   | Village de la Vieille-Roche                                                   | 11 mai 1836 (Loi)               |

## Communes associées
Liste des communes ayant, ou ayant eu (en italique), à la suite d'une fusion, le statut de commune associée.
| Nom de la commune | Code INSEE | Fusion-association                | Fusion-association | Fusion-association | Transformation de l'association en fusion simple | Transformation de l'association en fusion simple |
| Nom de la commune | Code INSEE | date de la décision               | date d'effet       | commune absorbante | date de la décision                              | date d'effet                                     |
| ----------------- | ---------- | --------------------------------- | ------------------ | ------------------ | ------------------------------------------------ | ------------------------------------------------ |
| Saint-Gouvry      | 56217      | arrêté préfectoral du 27 mai 1974 | 1er juin 1974      | Rohan              | arrêté préfectoral du 13 juin 1994               | 1er juillet 1994                                 |
| Saint-Samson      | 56235      | arrêté préfectoral du 27 mai 1974 | 1er juin 1974      | Rohan              | arrêté préfectoral du 13 juin 1994               | 1er juillet 1994                                 |